# Fisnik Ismaili
Fisnik Ismaili (ur. 3 czerwca 1973 w Prisztinie) – kosowski przedsiębiorca, polityk Samookreślenia.

## Życiorys
W 1991 roku przeniósł się z Prisztiny do Londynu, gdzie ukończył studia na University of Westminster. Pracował dla Apple, British Airways, Channel 4, Cisco Systems, Mattel i Barclays.
W 1999 roku tymczasowo wrócił do Kosowa, gdzie walczył w szeregach UÇK.
W 2003 roku wrócił do Prisztiny, następnie sprawował mandat deputowanego do Zgromadzenia Kosowa z ramienia Samookreślenia.
Z jego inicjatywy powstał w Prisztinie pomnik Newborn, za który otrzymał kilka międzynarodowych nagród, w tym wyróżnienie podczas festiwalu Clio Awards oraz nagrodę Złotego Lwa na festiwalu w Cannes.
Założył przedstawicielstwa firmy marketingowej Ogilvy w Prisztinie i w Tiranie. Jest również współzałożycielem agencji reklamowej Karrota w Prisztinie, która w 2013 roku została nominowana do Clio Awards.

## Życie prywatne
Jest ojcem dwóch synów: Vigana i Petrita.